# Edsall (Schiff, 1920)
Die USS Edsall (Kennung DD-219) war ein Zerstörer der United States Navy. Sie gehörte zur 156 Einheiten umfassenden Clemson-Klasse und war benannt nach Norman Eckley Edsall (1873–1899). Beim Stapellauf auf der Werft William Cramp and Sons wurde sie 1920 von Bessie Edsall Bracey, der Schwester des Namensgebers, getauft. Für die Verdienste während des Zweiten Weltkrieges wurden der Edsall zwei Battle Stars zuerkannt. Am 1. März 1942 wurde sie im Kampf versenkt.
Acht Monate danach taufte Edsall Bracey ein neues Schiff auf denselben Namen. Der Geleitzerstörer USS Edsall (DE-129) wurde Typschiff der Edsall-Klasse mit 85 Einheiten.

## Geschichte der ersten USSEdsall(DD-219) der US Navy
Im Herbst 1917 bestellte die US Navy die über 150 Zerstörer der Clemson-Klasse bei verschiedenen Werften. Der Auftrag für die 25 Zerstörer mit den Nummern 206 bis 230 ging an die Werft von William Cramp & Sons in Philadelphia. Das 14. Schiff des Auftrags wurde am 15. September 1919 begonnen und lief am 29. Juli 1920 vom Stapel.
Der Zerstörer erhielt den Namen Edsall nach dem Matrosen Norman Eckley Edsall (1873–1899), der bei dem Versuch, seinen verwundeten Kommandanten wieder an Bord zu bringen am 1. April 1899 nahe Apia getötet wurde. Getauft wurde das Schiff von der Schwester des Gefallenen, Mrs. Bessie Edsall Bracey. Die Indienststellung des neuen Zerstörers erfolgte am 26. November 1920. Schon am 6. Dezember 1920 begann die Probefahrt des neuen Schiffs nach San Diego, wo der Zerstörer am 11. Januar 1921 und dann an der US Westküste bis zum Dezember verblieb und seine Ausbildung mit anderen Einheiten der Flotte vervollständigte. Danach lief der Zerstörer zurück an die Atlantikküste und traf am 28. Dezember in Charleston (South Carolina) ein.
Die Edsall sollte dann im Mittelmeer zum Einsatz kommen und verließ die Staaten am 26. Mai 1922. Der Zerstörer traf am 28. Juni in Konstantinopel ein und schloss sich den dort eingesetzten US-Einheiten an, die Amerikaner und amerikanische Interessen schützen sollten. Der Bürgerkrieg in Russland und der Griechisch-Türkische Krieg schufen eine äußerst unsichere Situation. Es war der Hunger zu bekämpfen, Flüchtlinge wurden evakuiert und es gab vielfältige Aufgaben für die amerikanischen Einheiten.

Als das Große Feuer in Smyrna ausbrach, war die Edsall einer der amerikanischen Zerstörer im Hafen. Am 14. September 1922 übernahm der Zerstörer 607 Flüchtlinge von der Litchfield in Smyrna und brachte sie nach Saloniki. Der Zerstörer kehrte sofort nach Smyrna (Izmir) zurück und diente dort eine Zeitlang als Flaggschiff der US Navy. Im Oktober transportierte die Edsall wieder Flüchtlinge aus der Stadt nach Mytilene auf Lesvosis. Nach Beruhigung der Lage machte der Zerstörer noch Besuche in einer Vielzahl von Häfen in der Türkei, Bulgarien, Russland, Griechenland, Ägypten, Palästina, Syrien, Tunesien, Dalmatien und Italien. Daneben fanden Übungen mit den Schwesterschiffen statt, um die kämpferischen Fähigkeiten der Schiffe zu erhalten. Am 26. Juli 1924 traf der Zerstörer zu einer routinemäßigen Überholung wieder in Boston ein.
Ab 3. Januar 1925 verlegte der Edsall zur Asiatic Station. Während der Überführung nach Asien nahm der Zerstörer in Guantanamo Bay, San Diego und Pearl Harbor an Übungen und Manövern von US Flottenverbänden teil und erreichte schließlich am 22. Juni 1925 Shanghai. Von da an bis zum Kriegsbeginn mit Japan im Dezember 1941 blieb der Zerstörer bei der amerikanischen Asien-Flotte und war zwischen der chinesischen Küste, dem amerikanischen Philippinen und Japan im Einsatz. Ihre Hauptaufgabe war die Sicherung der amerikanischen Interessen in diesem Raum. Das Schiff beobachtete den Chinesischen Bürgerkrieg, die Entwicklung der Beziehungen zwischen China und Japan und den sich entwickelnden Chinesisch-Japanischen Krieg ab 1937. Neben den üblichen militärischen Übungen erledigte der Zerstörer auch diplomatische Aufgaben. Häufig besuchte Häfen waren Shanghai, Chefoo, Hankow, Hongkong, Nanking, Kobe, Bangkok und Manila, die Basis des Zerstörers und der amerikanischen Asienflotte.
Im Herbst 1941 verfügte die US Asiatic Fleet über dreizehn Zerstörer, organisiert in der Destroyer Squadron 29. Führungsschiff war der Zerstörer Paul Jones (DD-230); dazu kamen die
- Destroyer Division 57 mit Whipple (DD-217) als Führungsboot sowie Alden (DD-211), John D. Edwards (DD-216) und Edsall (DD-219);
- Destroyer Division 58 mit Stewart (DD-214) als Führungsboot sowie Parrot (DD-218), Bulmer (DD-222) und Barker (DD-213);
- Destroyer Division 59 mit Peary (DD-226) als Führungsboot sowie John D. Ford (DD-228), Pillsbury (DD-227) und Pope (DD-225).

Alle dreizehn Zerstörer gehörten zur Clemson-Klasse und waren bei Cramp gebaut worden. Zusätzlich verfügte die Squadron noch über den Zerstörer-Tender Black Hawk (AD-9).

### Zweiter Weltkrieg
Als am 7. Dezember 1941 der Angriff auf Pearl Harbor durch die japanische Trägerflotte erfolgte, befand sich die Edsall mit der Destroyer Division 57 im Hafen von Balikpapan im südöstlichen Borneo. Gemäß den Absprachen mit der Royal Navy verlegte der Zerstörer sofort nach Singapur, um den Schutz der britischen Schlachtschiffe Prince of Wales und Repulse zu verstärken. Sie erreichte Singapur zu spät und konnte sich nur an der Suche nach Überlebenden Schiffbrüchigen der britischen Schlachtschiffe beteiligen. Dabei brachte sie den japanischen Fischkutter Kofuku Maru mit vier Booten im Schlepptau auf und eskortierte diesen nach Singapur, bevor sie ihn an die Korvette Goulburn der Bathurst-Klasse übergab.
Anschließend leistete sie Geleitschutz zusammen mit dem Schweren Kreuzer Houston und anderen Schiffen. Dabei versenkte sie mit den australischen Korvetten Deloraine, Lithgow und Katoomba der Bathhurst-Klasse das japanische U-Boot I-124 am 20. Januar 1942 vor Darwin, den ersten Erfolg eines amerikanischen Schiffes gegen ein Flotten-U-Boot.
Am 3. Februar verlegte sie nach Tjilatjap, Java, von wo aus sie zusammen mit dem Divisionsführer Whipple den Flugzeugtransport nach Indonesien auf dem Seeflugzeugträger Langley, ursprünglich der erste amerikanische Flugzeugträger, zugeteilt wurde. Die Langley wurde kurz darauf Opfer eines Luftangriffs und Edsall nahm 177, Whipple 308 Schiffbrüchige auf.
Am 28. Februar sollten die Zerstörer vor Flying Fish Cove auf der Weihnachtsinsel von der Pecos Treibstoff bunkern und Schiffbrüchige übergeben. Wegen japanischer Flugzeugangriffe gelang das nicht vollständig. Kurz darauf wurde die Pecos von japanischen Flugzeugen versenkt. Whipple konnte 232 Mann von der Pecos retten. Wie viele Edsall an Bord nahm oder nicht abgeben konnte, ist unklar. Die Edsall wurde angewiesen, mit 31 United States Army Air Forces (USAAF)-Piloten und Bodenpersonal, die Passagiere auf Langley gewesen waren, nach Tjilatjap zurückzukehren. Das USAAF-Personal sollte 27 zerlegte und in Kisten verpackte Curtiss P-40-Kampfflugzeuge zusammenbauen und fliegen, die an Bord des Frachtschiffs Sea Witch nach Tjilatjap geliefert worden waren.

### Die Versenkung der USSEdsall

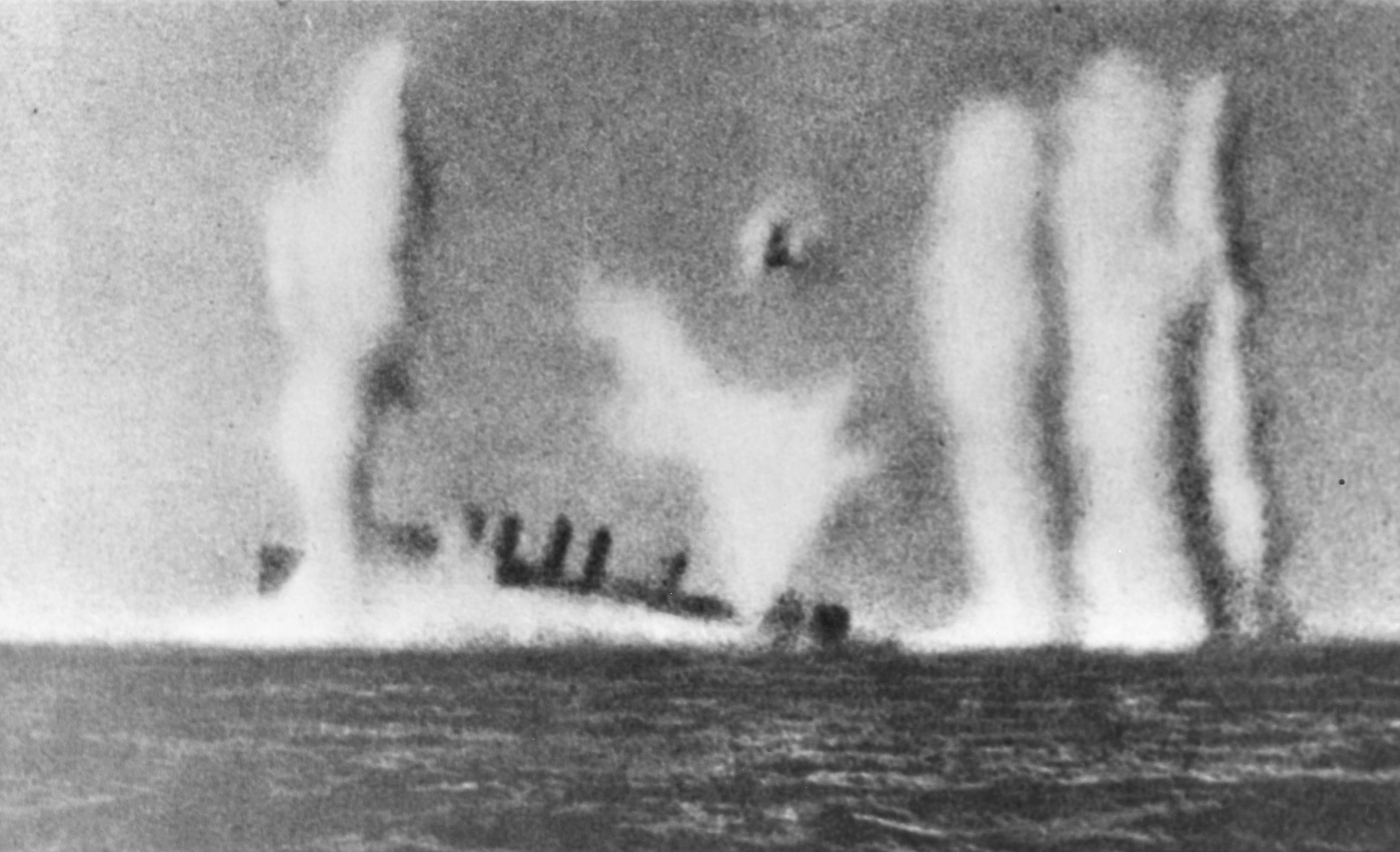
Sinkende und unter Beschuss stehende Edsall

Am 1. März 1942 um 15:50 Uhr wurde die Edsall von der japanischen Kampfgruppe Kidō Butai 430 Seemeilen südlich der Insel Java entdeckt. An Bord befanden sich 185 US-Marineangehörigen und 31 Angehörige der USAAF. Das Schlachtschiff Hiei, ihr Schwesterschiff Kirishima und einige Schwere Kreuzer eröffneten auf 27.000 Meter Entfernung nacheinander das Feuer, konnten aber auf dem schnell manövrierenden Zerstörer, der auch künstlich erzeugte Nebelwände einsetzte, nur ein oder zwei Treffer erzielen. Wegen der Ausweichmanöver nannten die Japaner die Edsall später die tanzende Maus. Die Edsall setzte ihrerseits ihre Torpedos und 4-Zoll-Geschütze ein. Vizeadmiral Chūichi Nagumo ordnete nun Luftangriffe an. 26 trägergestützten Sturzkampfflugzeugen des Typs Aichi D3A stiegen von Flugzeugträgern Kaga, Hiryū und Sōryū zum Angriff auf. Die Sturzkampfflugzeuge warfen 250-kg-Bomben ab und beschädigten die Edsall schwer, so dass diese ihre Fahrt verlangsamte. Um 17:22 Uhr nahmen die japanischen Schiffe das Feuer auf den Zerstörer wieder auf. Ein japanischer Kameramann, der sich wahrscheinlich auf dem Schweren Kreuzer Tone befand, filmte etwa 90 Sekunden der Zerstörung des Zerstörers. Ein Bild aus diesem Film wurde später als Propagandafoto verwendet, wobei die Japaner die Edsall fälschlicherweise als der britische Zerstörer HMS Pope bezeichneten. Um 17:31 Uhr ging die Edsall unter. Die japanischen Schiffen schossen 1.335 Granaten auf die Edsall. Der japanische Bericht zum Kampf beschrieb den Kampf mit der Edsall deshalb als Fiasko. Die Kaiserlich Japanische Marine überarbeitete danach die Einsatzregeln für Schlachtschiffe und Kreuzer zum Kampf gegen Zerstörer.
Offiziere der Chikuma berichteten einige Jahre später, dass einige Männer den Untergang der Edsall überlebten und auf Rettungsinseln, Booten oder an Trümmern hängend im Wasser entdeckt wurden. Aufgrund eines U-Boot-Alarms hielten die Japaner jedoch nur lange genug an, um eine Handvoll Männer zu retten, bevor sie den Befehl erhielten, sich zurückzuziehen. Es gibt Hinweise darauf, dass der Schwere Kreuzer Tone ebenfalls einen oder zwei Überlebende aufgenommen hat. Am 21. September 1946 wurden bei Kendari in Indonesien, über 1.600 km vom Untergangsort, mehrere Massengräber geöffnet. Zwei Gräber enthielten 34 enthauptete Leichen, darunter die Überreste von sechs Besatzungsmitgliedern der Edsall und vermutlich fünf Angehörigen der United States Army Air Forces von der Langley die sich an Bord der Edsall befanden sowie javanische, chinesische und holländische Handelsmatrosen des holländischen Handelsschiffs Modjokerto, das am selben Tag und in derselben Gegend wie die Edsall gesunken war. Die amerikanischen Leichen wurden zwischen Dezember 1949 und März 1950 auf US-amerikanischen Friedhöfen beigesetzt. Kriegsverbrecherprozesse, die 1946–1948 wegen anderer Morde in oder nahe Kendari durch Angehörige der Kaiserlich Japanischen Marine durchgeführt wurden, enthielten bruchstückhafte Informationen über die Ermordung der Überlebenden der Edsall, wurden von den alliierten Ermittlern aber nicht als solche erkannt und nicht weiter verfolgt.
Das Wrack der Edsall wurde Mitte 2023 in über 5000 Meter Tiefe von der Stoker, einem Schiff der Royal Australian Navy für hydrografische Vermessungen, geortet. Man untersuchte das Wrack mit Unterwasserrobotern und Sonar.
Am 11. November 2024, dem Veterans Day in den Vereinigten Staaten und dem Remembrance Day in Großbritannien und Australien, wurde der Wrackfund bekanntgegeben.